# Carl von Klinckowstroem
Carl comte von Klinckowstroem (né le 26 août 1884 à Potsdam sous le nom de Carl Ludwig Friedrich Otto von Klinckowstroem et mort le 29 août 1969 à Munich) est un historien culturel et technologique allemand qui est l'un des représentants les plus importants de ce domaine de recherche dans la première moitié du XXe siècle en Allemagne.

## Biographie
Carl von Klinckowstroem est issu de la lignée comtale de la noble famille von Klinckowstroem. Son père est le général de division Karl comte von Klinckowstroem (1848-1903) à Heiligenstein (de), arrondissement de Gerdauen, Prusse-Orientale. Sa mère Freda (1865-1944) est la fille de l'administrateur de l'arrondissement de Sagan Otto Rudolf Vitzthum von Eckstädt (de) et d'Helene Jenisch. Il étudie au lycée Frédéric-Guillaume de Berlin, y passe son Abitur puis rejoint pendant une courte période le bataillon de chasseurs à pied de la Garde (de) en tant que lieutenant. De 1906 à 1914, il étudie l'histoire littéraire, la philosophie et la physique à l'université de Munich et à l'université d'Erlangen. L'intérêt de Klinckowstroem pour l'histoire de la physique est éveillé par le savant et folkloriste allemand Friedrich von der Leyen (de). Il se consacre principalement à Johann Wilhelm Ritter (1776-1810), le premier physicien romantique.
Depuis 1911, Klinckowstroem publie des ouvrages sur l'histoire de la technologie dans diverses revues scientifiques populaires, mais aussi sur des sujets tels que le problème de la radiesthésie. Avec Franz Strunz, il publie la série Klassiker der Naturwissenschaften und Technik à partir de 1913 et avec Franz Feldhaus à partir de 1914 les Geschichtsblätter für Technik, Industrie und Gewerbe, qu'il continue jusqu'en 1927. Avec Conrad Matschoß (de) et Franz Feldhaus, il est l'un des pionniers de l'histoire de la technologie en Allemagne. Financièrement indépendant, il vit comme chercheur privé et journaliste à Munich. Là, il rejoint un cercle d'intellectuels principalement intéressés par l'art et la littérature, parmi lesquels l'écrivain Karl Wolfskehl et l'érudit allemand Carl Georg von Maassen (de).
En 1916, pendant la Première Guerre mondiale, il est blessé et, après sa guérison, est affecté à l' état-major de Berlin. À Berlin, il écrit un ouvrage sur le mystique et théologien suédois Emanuel Swedenborg. Après la guerre, il retourne à Munich.
Avant la guerre, il a déjà commencé à investir dans une GmbH fondée par Feldhaus, qui propose des recherches sur les questions de brevets et des publications anniversaires, mais qui fait faillite en 1930. L'investissement total s'élève à 120 000 Reichsmarks. Il a déjà perdu son indépendance financière à cause de l'inflation d'après-guerre.
Outre les débuts de la recherche physico-historique, les questions technologiques dans les archives de l'Académie bavaroise des sciences et l'histoire de la pensée et des inventions techniques, il s'intéresse de plus en plus à l'occultisme et à la magie à partir de 1925. Il donne des conférences et publié des essais sur ces sujets dans le Zeitschrift für kritischen Okkultismus.
Klinckowstroem rejoint le NSDAP relativement tôt. Le Front du travail allemand l'engage en 1934 comme chef du Département de l'histoire du travail, qui est intégré aux archives du parti NSDAP en octobre de la même année. Après la fusion des archives du Bureau de formation du Reich pour former les archives principales du parti, Klinckowstroem se voit confier un poste de chef du département de la politique culturelle et de l'histoire culturelle. Dans les années 1940, il vend sa vaste bibliothèque privée spécialisée au front du travail.
Après la Seconde Guerre mondiale, il collabore à plusieurs magazines, tels que Neue Wissenschaften et Wasserwirtschaft (de). Depuis 1951, il travaille principalement pour le Börsenblatt für den Deutschen Buchhandel. Pendant cette période, il publie ses deux ouvrages fondamentaux : Die Zauberkunst (de) et Geschichte der Technik de Knaur. Il écrit 37 articles pour la Neue Deutsche Biographie. En 1961, il reçoit la médaille Rudolf-Diesel (de).
Carl comte von Klinckowstroem est marié avec Charlotte Anders depuis 1953. Le mariage reste sans enfant.
Le legs de Klinckowstroem se trouve dans les archives du Musée allemand de Munich,

## Publications (sélection)
- Johann Wilhelm Ritter und die Wünschelrute. Eine historische Studie. Baumgärtner, Leipzig, 1913.
- Yogi-Künste (= Die okkulte Welt (de). Nr. 99). Baum, Pfullingen, 1922.
- Die Wünschelrute als wissenschaftliches Problem. Wittwer, Stuttgart, 1922.
- avec Walter von Gulat-Wellenburg (de) et Hans Rosenbusch: Der physikalische Mediumismus. [aus der Reihe Der Okkultismus in Urkunden; hrsg. von Max Dessoir]; Ullstein, Berlin, 1925. [1.–3. Aufl.]
- avec Walter von Gulat-Wellenburg, Hans Rosenbusch et Harry Price (en), Alleged exposure of Frau Maria Silbert. Ullstein, Berlin, 1925.
- avec Rudolf von Maltzahn (de), Handbuch der Wünschelrute. Geschichte, Wissenschaft, Anwendung. Oldenbourg, Munich, 1931.
- Die Zauberkunst. Heimeran, Munich, 1954.
- Knaurs Geschichte der Technik. Knaur, Munich, 1959.